# Petr Hilský
Petr Hilský (6. června 1962 Praha) je český grafik, malíř, scénograf a hudebník.

## Život a dílo
MgA. Petr „Syčák“ Hilský se narodil 6. června 1962 v Praze Břevnově. Jeho otec, učitel, se též věnoval malířství, jeho starší bratr Miloslav Hilský (1954–1999) byl malířem a scénografem.
Nejdříve se vyučil sazečem – typografem. Vysokoškolská studia ukončil v roce 1989 na Divadelní fakultě Akademie múzických umění, kde studoval malbu u profesora Oldřicha Smutného. Scénografii se věnoval jednu sezonu v Horáckém divadle v Jihlavě. Věnuje se grafice a malbě. Maluje pastelem, který kombinuje s jinými technikami. Námětem jeho lyrických abstraktních obrázků jsou zajímavé světelné energetické zdroje a příroda okolo řeky Otavy v Písku, nebo ulice rodného Břevnova. Svá díla vystavuje samostatně, nebo společně s obrazy dalších členů širší rodiny. Je ilustrátorem knihy Na cestě k domovu od Karla Klostermanna, která vyšla v nakladatelství Praam v roce 2008.
V roce 2002 založil hudební skupinu Jam Session, později Jam Sessžer. Od roku 2003 žije střídavě v Praze a v Písku. Se svým profesorem dějin umění a autorem básní, které zhudebňuje, Jaroslavem Zeminou, pořádal v Praze večery čtené a zpívané poezie. Žije v Praze a v Písku.

### Výstavy

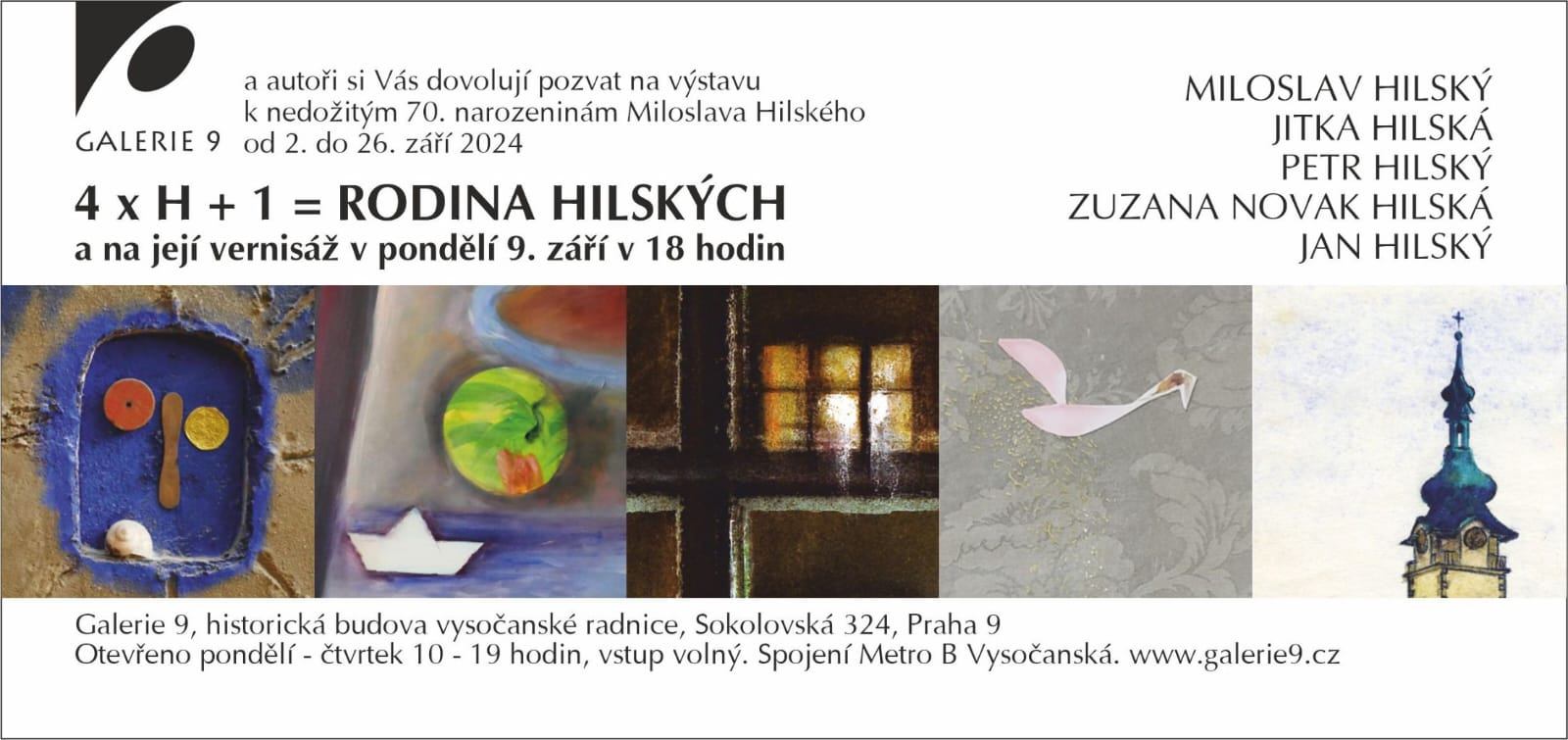
Pozvánka na vernisáž výstavy

- 1996 České Budějovice, Galerie Pod kamennou žábou: Obrazy
- 2000 Praha, Galerie Fronta: Dotýkání vzpomínek - obrazy
- 2004 Praha, Klub Delta
- 2007 Písek, Galerie Erwé
- 2007 Praha, Galerie Dobeška
- 2008 Písek, Prácheňské muzeum
- 2009 Mirotice: Petr Hilský, drobné skicy a pastely
- 2010 Písek, Prácheňské muzeum: Na cestě k domovu aneb Výtvarná pouť krajinou Karla Klostermanna
- 2012 Písek, Galerie Portyč
- 2013, 2014, 2016 Praha, U Božího mlýna
- 2017 Písek, Prácheňské muzeum v Písku: Petr Hilský: Pastely
- 2017 Praha Unijazz
- 2024 Praha, Galerie 9 Vysočany: 4 x H + 1 = RODINA HILSKÝCH